# Cerichrestus
Cerichrestus là một chi bọ cánh cứng trong họ Chrysomelidae.
Chi này được Clark miêu tả khoa học năm 1860.

## Các loài
Chi này gồm các loài:
- Cerichrestus sofiae Bechyne, 1997